# Подкозарье

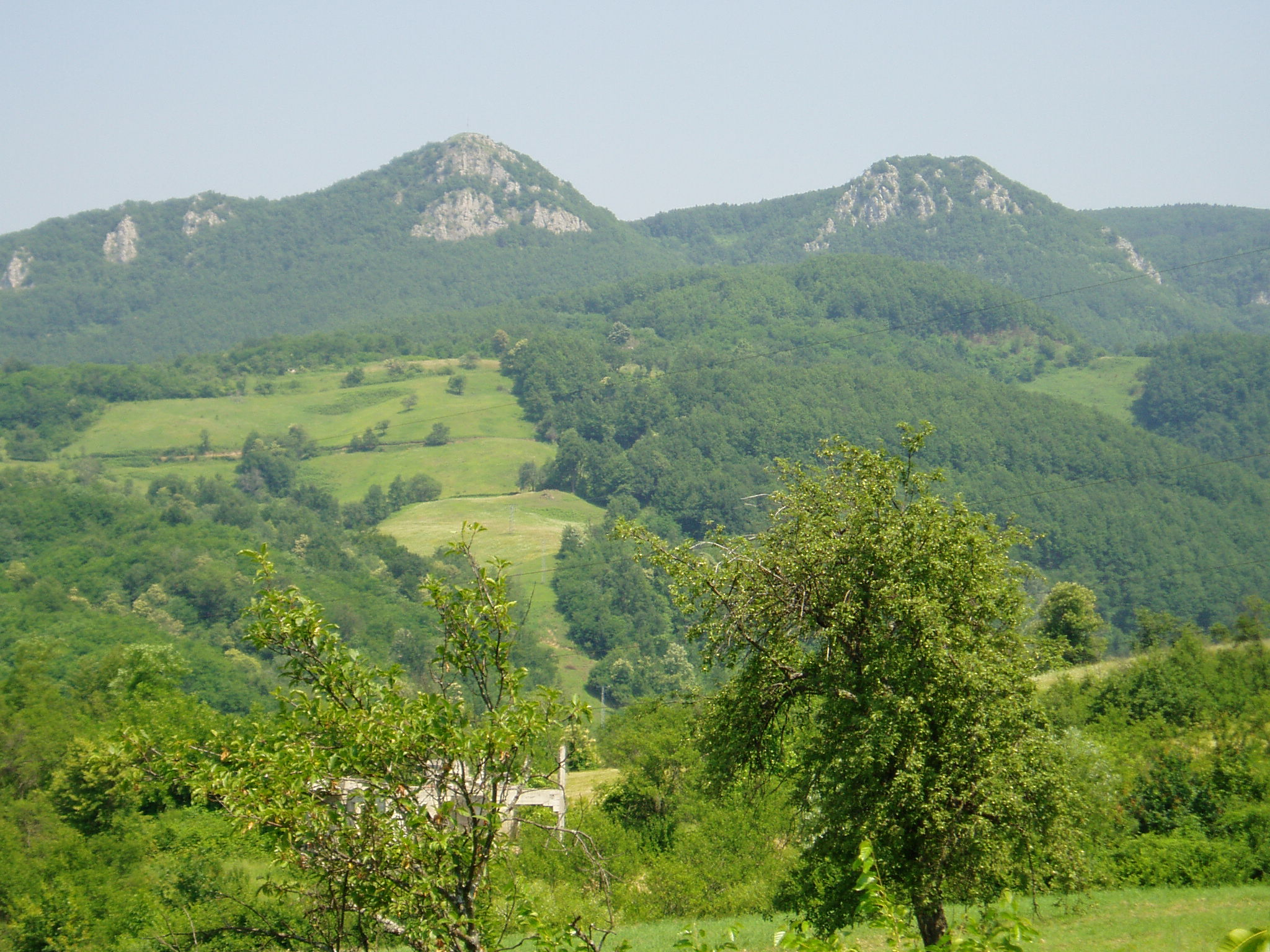
Гора Козара

Подкозарье (серб. Поткозарје) — географическая область в Республике Сербской, находящаяся в окрестностях горы Козара, в северо-восточной части Республики Сербской (Босния и Герцеговина).

## География
Часть Подкозарья занимает национальный парк Козара, относящийся к припаннонской части внутренних Динаридов в Республике Сербской. Площадь парка составляет 3520 га, парк был основан в 1967 году с целью защиты культурно-исторических и природных ценностей горы Козара. Состоит в Федерации национальных парков Европы EUROPARC. Крупнейшие города на территории Подкозарья и горы Козары — Нови-Град, Костайница, Козарска-Дубица, Приедор, Градишка и Лакташи. Крупнейшие лечебные курорты — Млечаница и Мраковица.

## История
Известнейшие археологические находки в Подкозарье — это славянские некрополи (могильники), датируемые X—XI веками. Они были найдены в Маховлянах, Бакинцах и Балтине-Баре. Могильник в Балтине-Баре является одним из крупнейших на Балканском полуострове, датируется Ранним Средневековьем.
Важнейшее историческое событие, произошедшее на горе Козара — битва за Козару 1942 года, в ходе которой югославские партизанские силы отражали натиск превосходящих сил немецких войск и их сателлитов. В ходе битвы около 30 тысяч мирных жителей были истреблены немцами и коллаборационистами, точное число жертв не установлено.

## Культура

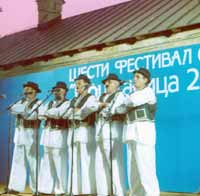
Жители Козары поют ойкачу

Важнейшие элементы культурного наследия жителей Подкозарья — это песни под названием «ойкача» и козарское коло (разновидность сербского народного танца и песни). Крупнейший памятник архитектуры — Монастырь Моштаница. Местными жителями широко отмечаются различные праздники, в ходе которых жители собираются на различные народные гуляния и концерты. Ежегодно подобные сборы проводятся 19 августа на праздник Преображения Господня, в мае и июле как наследие югославских праздников (в том числе и в память Народно-освободительной войны Югославии), а также 6 мая на день Святого Георгия организуется праздник цыган Подкозарья. Также организуются так называемые «вашари» или «саямы» (ярмарки).

## Спорт
В Подкозарье есть два одноимённых любительских футбольных клуба из Козарской-Дубицы и Александроваца (община Лакташи).

## Известные уроженцы
- Пеция, Петр Попович
- Оляча, Младен
- Стоянович, Младен
- Тепич, Милан